# Diè

1,3-butadiè

En química orgànica, un diè o dié és un hidrocarbur que conté dos dobles enllaços de carboni. Els diens ocorren ocasionalment a la naturalesa. Els diens conjugats es fan servir a bastament com a monòmers a la indústria dels polímers.

## Classes
Els diens es poden dividir en tres classes segons la ubicació relativa dels dobles enllaços:
1. Els diens acumulats tenen els dobles enllaços que comparteixen un àtom comú.
2. Els diens conjugats tenen enllaços dobles conjugats separats per un enllaç simple.
3. Els diens no conjugats tenen els enllaços dobles separats per dos o més enllaços simples. Solen ser menys estables que els diens isòmers conjugats.

Els compostos que contenen més de dos enllaços dobles s'anomenen poliens. Els diens i els poliens comparteixen moltes propietats.

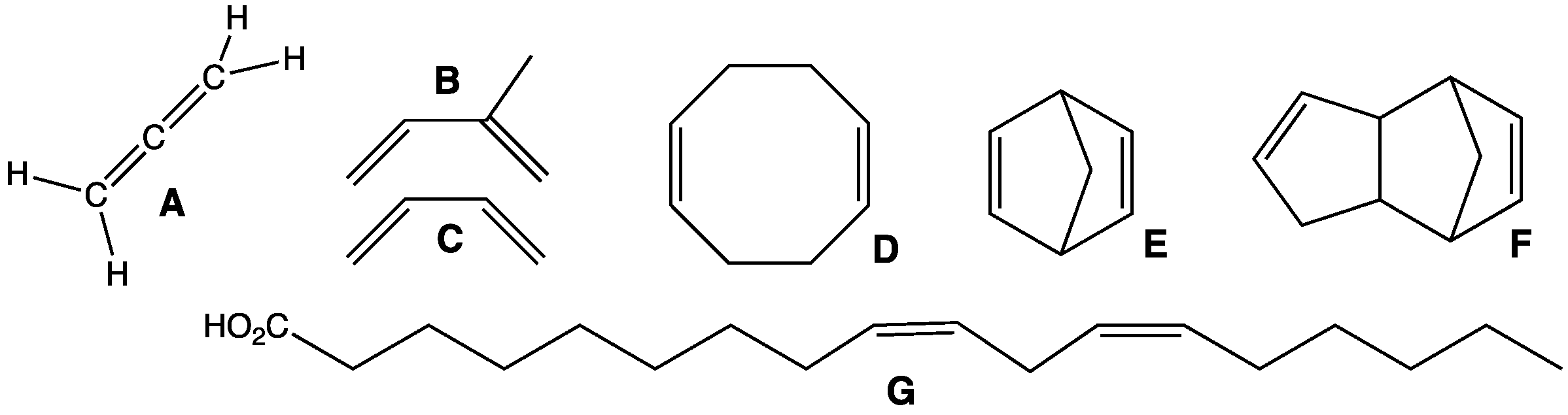
Alguns diens:: A: 1,2-propadiè, també conegut com a alè, és el diè acumulat més simple.. B: Isoprè, també conegut com a 2-metil-1,3-butadiè, és el precursor de la goma natural. C: 1,3-butadiè, és precursor dels polímers sintètics. D: 1,5-ciclooctadiè, diè no conjugat (noti's que cada enllaç doble està separat del següent per dos carbonis). E: Norbornadiè, un diè no conjugat i bicíclic. F: diciclopentadiè. G: Àcid linoleic, un àcid gras que és necessari per la dieta humana.

## Nomenclatura
Els diens s'anomenen segons dicta la IUPAC de la mateixa manera que els alquens, excepte que es fa servir la terminació «-diè» amb dos números per indicar les posicions de sengles enllaços dobles. Per exemple:
- {\displaystyle CH_{2}=CH-CH=CH_{2}} → 1,3-butadiè
- {\displaystyle CH_{2}=CH-CH_{2}-CH=CH_{2}} → 1,4-pentadiè

## Síntesi
En escala industrial, el butadiè es prepara per craqueig tèrmic de butans. En un procés similar no selectiu, el diciclopentadiè s'obté del quitrà d'hulla. Al laboraori es fan servir processos més dirigits i delicats com la deshidrohalogenació i la condensació.
Els diens que contenen àcids grassos són biosintetitzats de l'acetil-CoA.